# Musterklammer
Eine Musterklammer – genauer Musterbeutelklammer, anhörenⓘ – ist eine Klammer aus Metall, die Versandtaschen, Musterbeutel und Ähnliches verschließt. Die Klammer dient dem Verschluss von sogenannten Musterversandbeuteln beim Versenden. Aufgrund ihrer Form bzw. Nutzung wird sie auch Rundkopfklammer, Flachkopfklammer, Postklammer oder Spreizklammer oder allgemein Verschlussklammer genannt. Unspezifisch wird sie umgangssprachlich auch als Beutelklammer bezeichnet.
Musterklammern sind wiederverwendbar und gewährleisten ein zerstörungsfreies Öffnen und Wiederverschließen der Verpackung, wie es zum Beispiel zu Kontrollzwecken bei Bücher- oder Warensendungen üblich war.
Die Musterklammern werden gewöhnlich aus Blech mit runden oder flachen Köpfen in verschiedenen Größen hergestellt. Es gibt sie auch aus Blech ohne Köpfe als Spreizklammer und als Kunststoffversion. Die beiden Enden der Klammer sind unterschiedlich lang, um sie leichter aufbiegen zu können.

Musterklammer – aus Metall
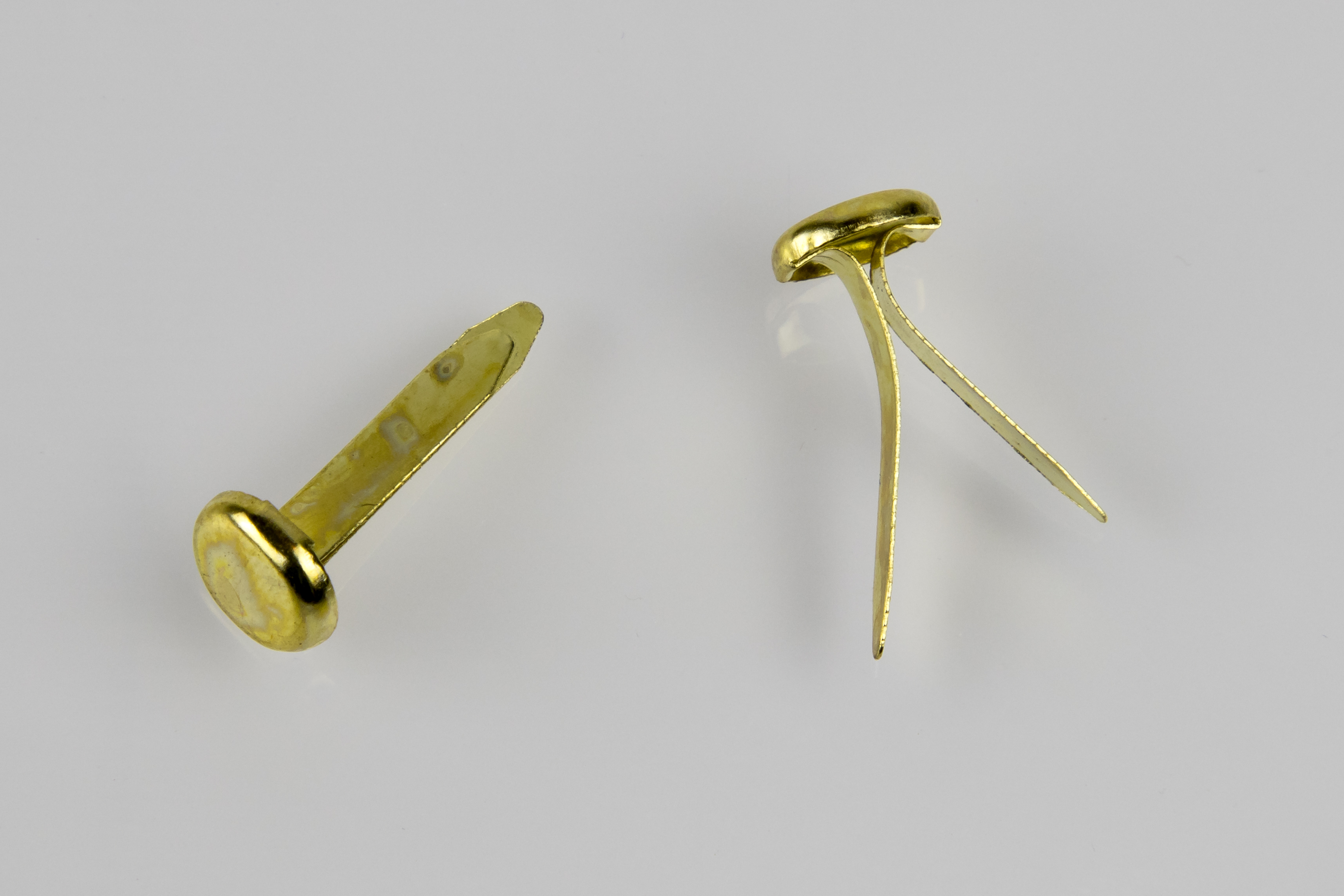
Typische Musterklammer – Rundkopfklammer – galvanisiert
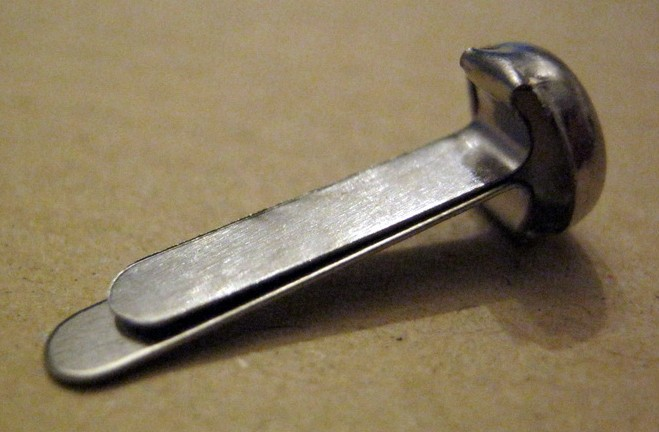
Musterklammer – Enden unterschiedlich lang – aus Weißblech
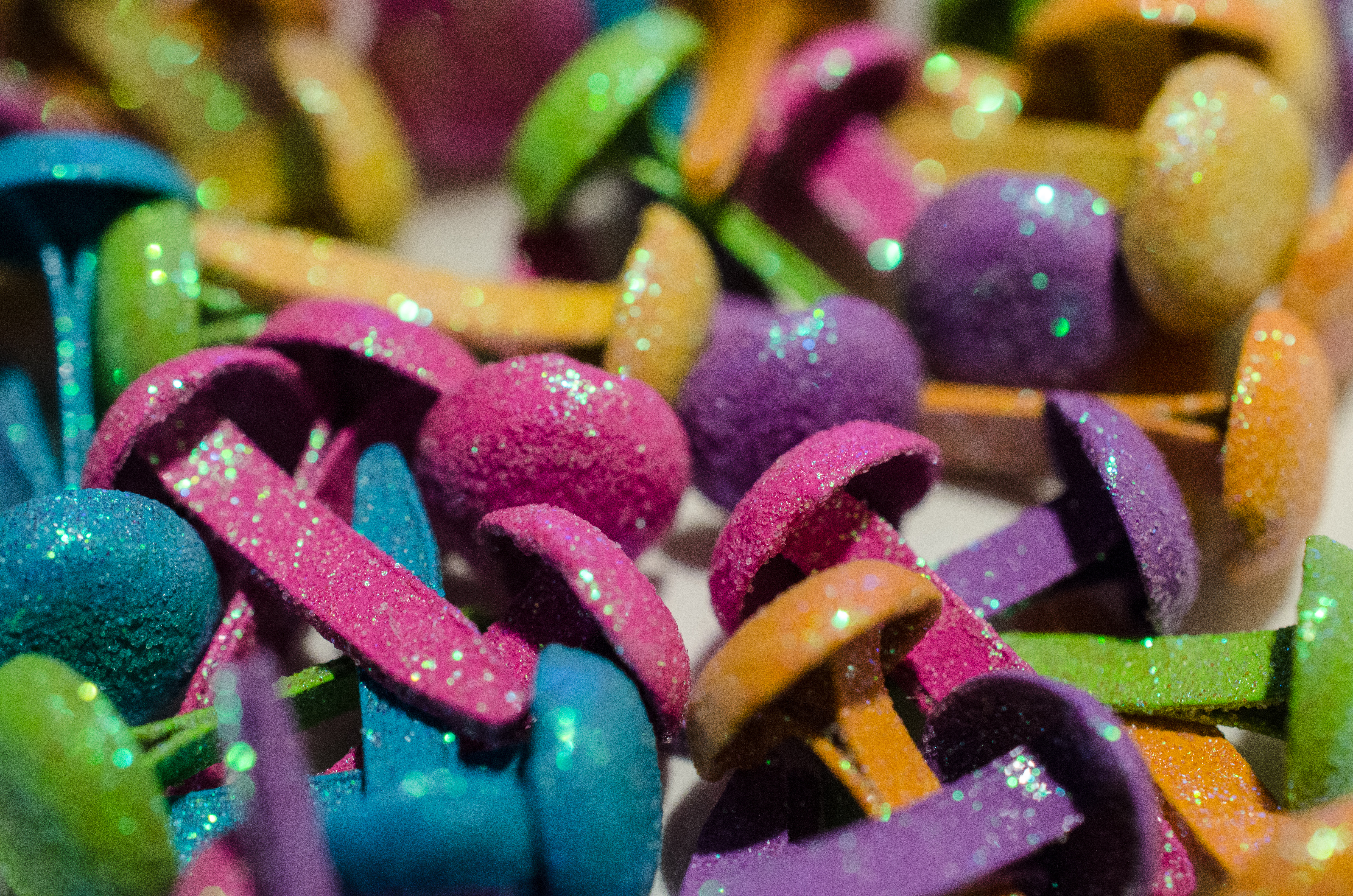
Farbige Musterklammer – aus Blech – lackiert
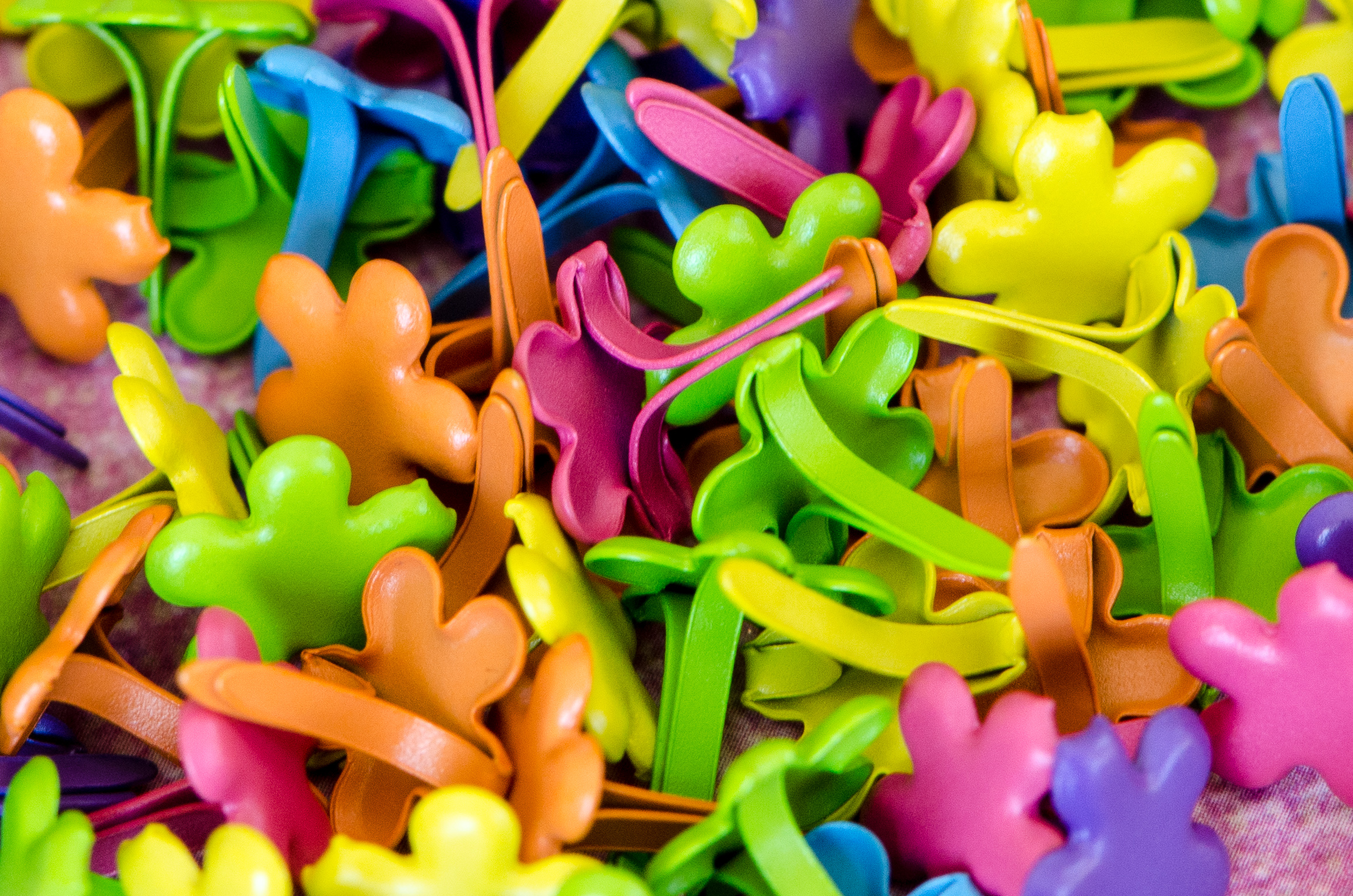
„Verspielte“ Musterklammer – Kopf in Blumenform